# Mauringa

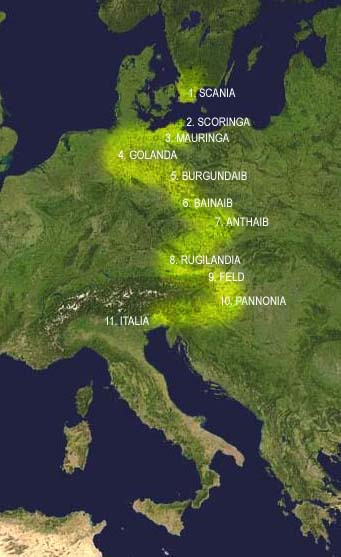
Le principali tappe della migrazione dei Longobardi.

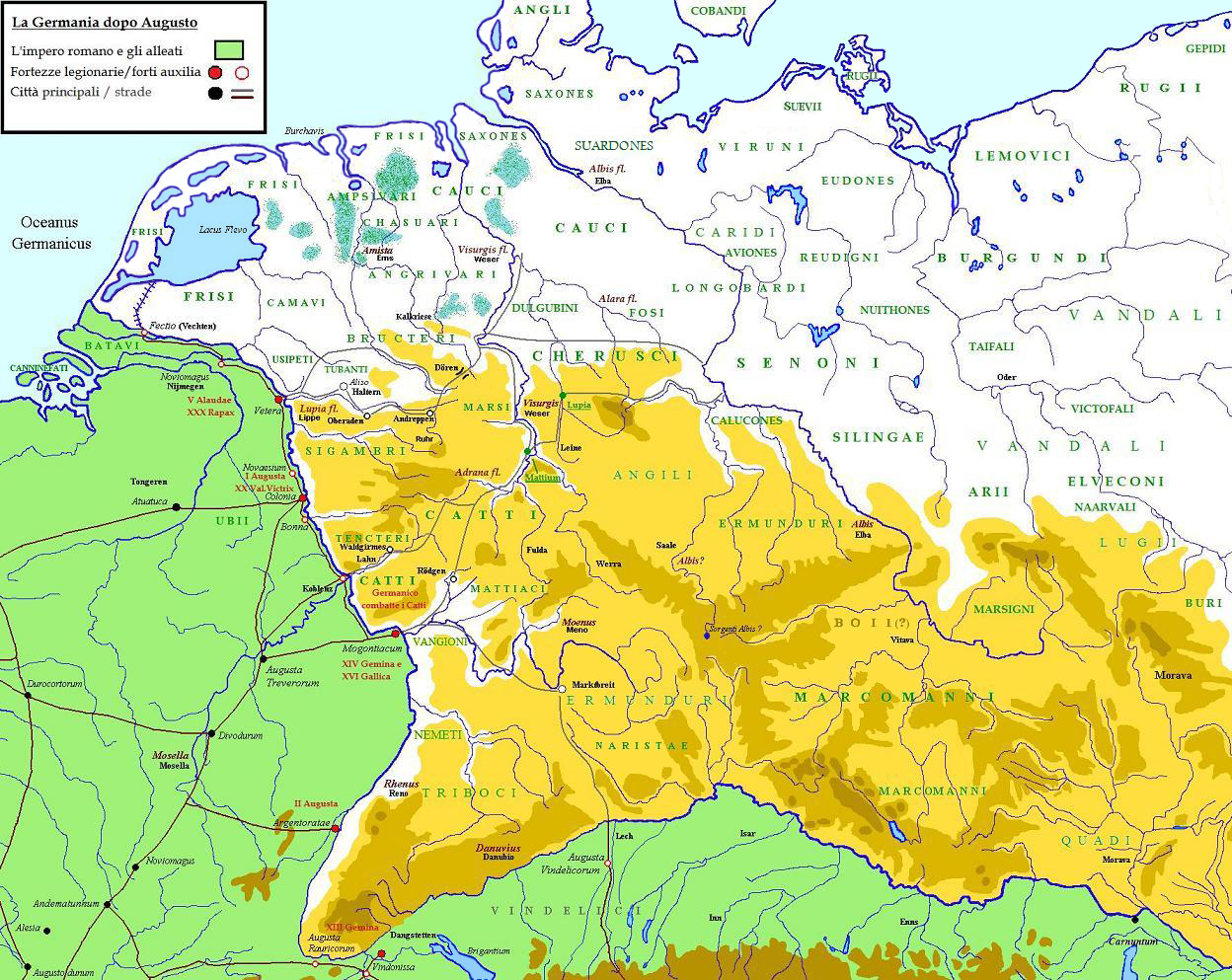
I popoli germanici nel I secolo d.C., secondo la Germania di Tacito. I Longobardi risultavano stanziati tra il medio e il basso Elba, in prossimità dei laghi del Meclemburgo.

Mauringa è il nome con il quale Paolo Diacono, nella sua Historia Langobardorum, indica la regione dove si stabilirono i Longobardi dopo aver sconfitto i Vandali e lasciato la Scoringa. L'ingresso nella regione fu reso possibile dalla vittoria sulla misteriosa popolazione degli Assipitti.
Incerta l'esatta collocazione della regione. Di certo si trattava di un'area compresa tra le coste meridionali del Mar Baltico e il fiume Elba. Il termine "Mauringa" è generalmente interpretato come "terra delle paludi e degli acquitrini", probabilmente da identificare con la zona lacustre dell'odierno Meclemburgo occidentale, nella Germania settentrionale, oppure con quella dell'attuale Pomerania.

### Fonti primarie
- Paolo Diacono, Historia Langobardorum (Storia dei Longobardi, cura e commento di Lidia Capo, Milano, Lorenzo Valla/Mondadori, 1992).
- Publio Cornelio Tacito, Germania.

### Letteratura storiografica
- Lidia Capo, Commento a  Paolo Diacono, Storia dei Longobardi, a cura di Lidia Capo, Milano, Lorenzo Valla/Mondadori, 1992, ISBN 88-04-33010-4.
- Jörg Jarnut, Storia dei Longobardi, traduzione di Paola Guglielmotti, Torino, Einaudi, 1995  [1982], ISBN 88-06-13658-5.
- Sergio Rovagnati, I Longobardi, Milano, Xenia, 2003, ISBN 88-7273-484-3.